# Eltmann
Eltmann er en kommune i Landkreis Haßberge i Regierungsbezirk Unterfranken i den tyske delstat Bayern.

## Geografi
Eltmann ligger i den nordlige udkant af Steigerwald ved floden Main.

### Nabokommuner
- Ebelsbach
- Oberaurach
- Sand am Main
- Viereth-Trunstadt

### Inddeling
Kommunen Eltmann består udover hovedbyen og industriområdet af 6 landsbyer:

(Tallene er antal indbyggere pr. januar 2007)

| - Dippach 310 - Eltmann 3.378 - Eschenbach 225 - Lembach 191 | - Limbach 701 - Roßstadt 338 - Weisbrunn 348 |